# Kavangos
 (juillet 2012).
Si vous disposez d'ouvrages ou d'articles de référence ou si vous connaissez des sites web de qualité traitant du thème abordé ici, merci de compléter l'article en donnant les références utiles à sa vérifiabilité et en les liant à la section « Notes et références ».
Pour les articles homonymes, voir Kavango (homonymie).
Les Kavangos sont une population bantoue d'Afrique australe vivant principalement au nord de la Namibie, près de la frontière avec l'Angola. Au nombre de 100 000 environ, ils représentent 9 % de la population au début des années 2000. Quelques communautés vivent également en Angola et au Botswana. Ils ont donné leur nom au delta de l'Okavango seul delta à ne pas se jeter dans une mer ou un océan. Divisés en cinq royaumes, les Kavangos sont arrivés en Namibie au XVIe siècle avec la poussée bantou dans le Sud-Ouest africain. Chacun de ces royaumes Kavangos est dirigé par un hompa ou fumu. C'est une société matriarcale et chrétienne comme celle des Ovambos. Leur langue est le RuKwangali mais à chaque territoire Kavango correspond un dialecte particulier. Seul le RuKwangali est écrit. A la fin du XIXe siècle le groupe des Kavangos est divisé entre la colonies allemande du Sud-Ouest africain allemand, de l'Angola portugais et du protectorat du Bechuanaland britannique. Lors de la colonisation allemande ils ne souffriront pas du génocide des Héréros et des Namas. Durant la guerre civile en Angola à partir de 1975, de nombreux réfugiés (les Nyemba) s'installèrent dans le Kavangoland.

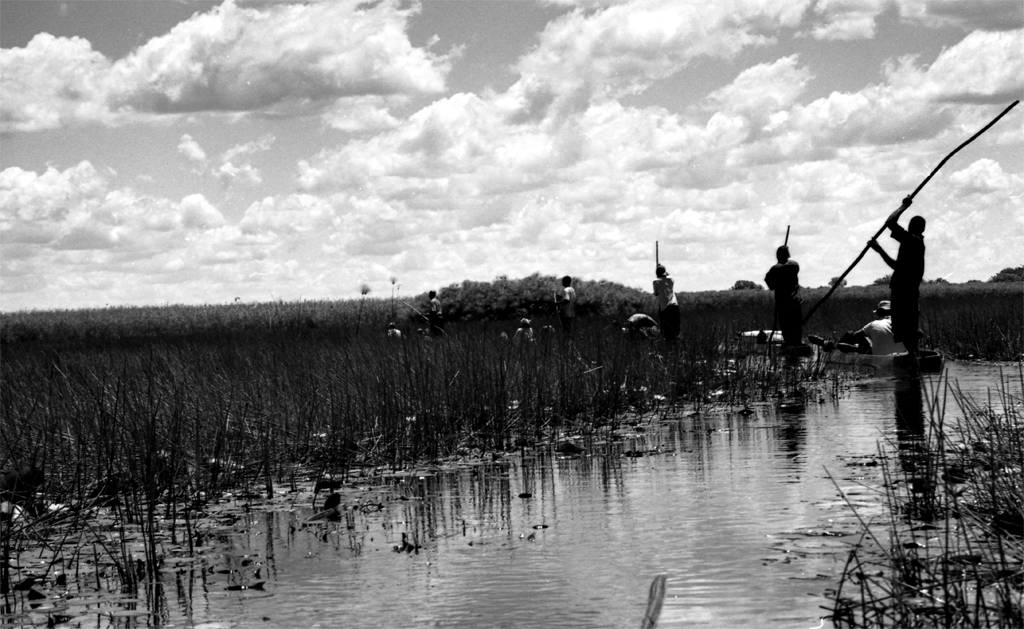
Pécheurs Kanvangos dans le delta de l'Okavango.

## Ethnonymie
Selon les sources et le contexte, on rencontre différentes formes : Bunja, Dciriku, Djiriku, Gciriku, Geiriku, Giriku, Hambukushu, Humbukushu, Kavanga, Kavangos, Kwangali, Kwangari, Mbukushu, Mbundza, Mbunza, Okavango, Sambyu, Shumbiu.